# 海约翰

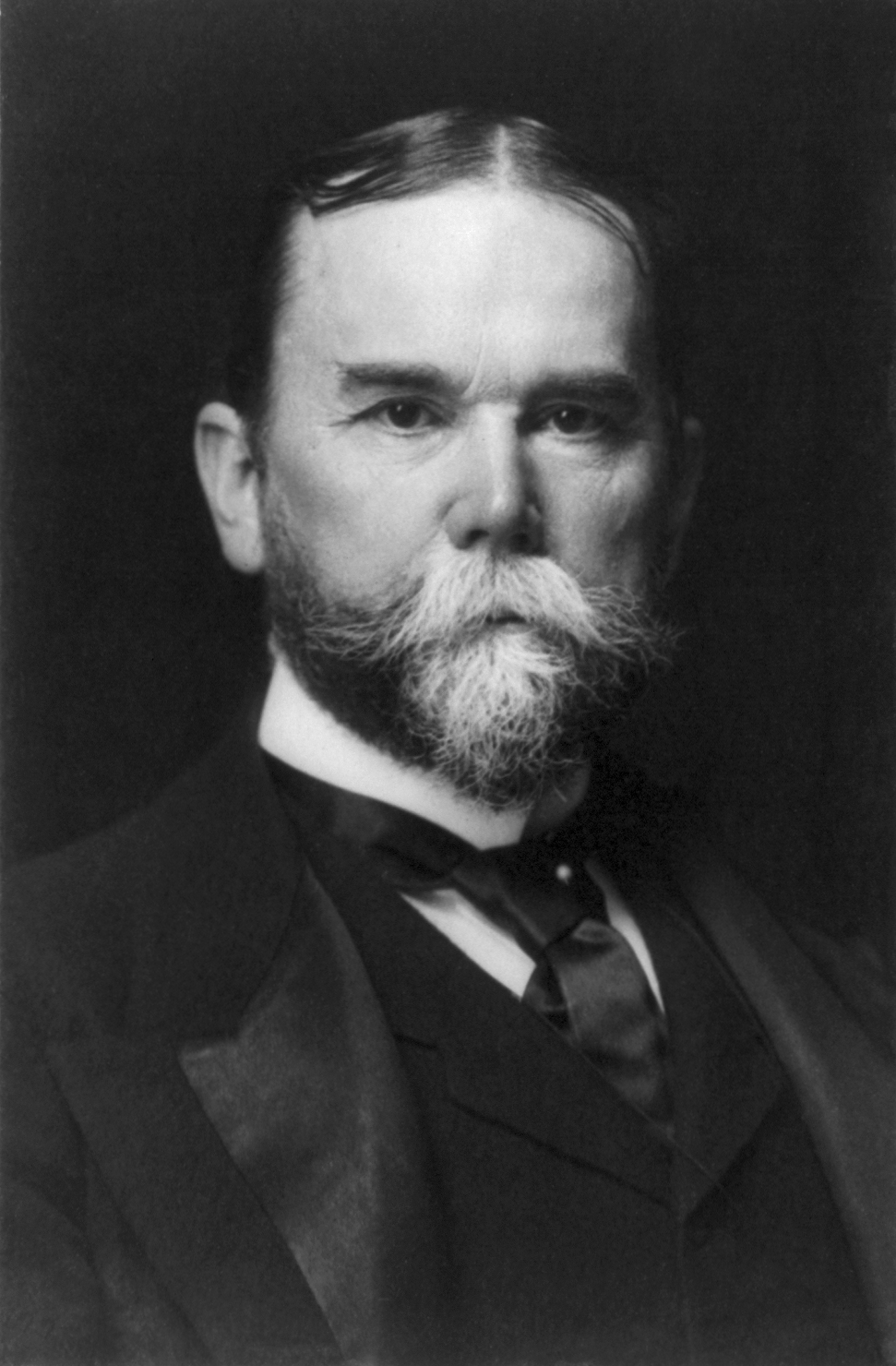
约翰·海伊

海約翰，全名直譯约翰·米尔顿·海伊（John Milton Hay，1838年10月8日—1905年7月1日），美国印地安那州華盛頓郡人，作家、记者、外交家、政治人物，曾任林肯總統私人秘书，後於威廉·麥金萊和老羅斯福等總統時期任国务卿。
在對中國事務方面，反對列強在清朝劃分勢力範圍，主張「門戶開放政策」，要求「中國開戶開放，各國利益均沾」，從而避免了瓜分中國。清光緒三十年至三十一年（1904至1905年），認為庚子賠款賠款過多，希望減免。清朝驻美公使梁诚从中斡旋，促成减免。美國总统老罗斯福决定返还赔款基数定为一千余万美元，逐年退还。赔款用于人才培养和赴美留学。